# Argvitsi
Argvitsi (en georgiano: არგვიცი) o Argvis (en osetio: Аргвис) fue una aldea que pertenece a la parcialmente reconocida República de Osetia del Sur, parte del distrito de Tsjinval, aunque de iure pertenece al municipio de Eredvi de la región de Iberia Interior de Georgia.

## Toponimia
Se cree que el nombre Argvitsi proviene de la palabra Aragvi, por lo que el origen de la aldea podría estar asociado con los colonos del valle de Aragvi.

## Geografía
Argvitsi se encuentra en la orilla derecha del río Gran Liajvi, a 4 kilómetros de Tsjinvali. La aldea se administra desde el pueblo de Eredvi. 

## Historia
Según la división administrativa de la República Socialista Soviética de Georgia, Argvitsi estaba incluida en el consejo de la aldea de Berula del uyezd de Tsjinvali del óblast autónomo de Osetia del Sur. Durante la guerra de Osetia del Sur de 1991-1992, los georgianos lograron controlar el pueblo y parte de la población osetia huyó del lugar.
Después de la guerra ruso-georgiana en agosto de 2008, la aldea quedó bajo el control de la República de Osetia del Sur. Tras la retirada de las tropas georgianas, muchas viviendas fueron incendiadas.

## Demografía
La evolución demográfica de Argvitsi entre 1926 y 2002 fue la siguiente:
| 362                                                      | 410 | 452 | 546 | 581 | 508 | 561 |
| (Fuente: Population of South Ossetia since Soviet times) |     |     |     |     |     |     |

Según el censo soviético de 1959, la mayoría de la población local eran georgianos. En los distintos censos, la composición étnica del pueblo era la siguiente:
|              | 1989      | 1989       | 2002      | 2002       |
| Grupo étnico | Población | Porcentaje | Población | Porcentaje |
| ------------ | --------- | ---------- | --------- | ---------- |
| Georgianos   | 450       | 90%        | 550       | 98%        |
| Osetios      | 58        | 10%        | 11        | 2%         |
| Total        | 508       | 100%       | 561       | 100%       |

## Infraestructura

### Arquitectura, monumentos y lugares de interés
Entre los monumentos arquitectónicos, destaca la iglesia de la Virgen María.